# 民事诉讼
民事诉讼，是指私人间就生活关系或金钱关系的争议或纠纷，根据私法进行解决的诉讼活动。具体而言，包括有关财产的纠纷（例如土地或不动产的归属，借款的归还等）或身份关系的纠纷，其诉讼程序需要参照民事诉讼法及各类民事诉讼规则进行。
广义上的民事诉讼还包括根据确定的判决进行的执行程序（強制執行），以及诉讼准备阶段的保全程序（诉讼保全）等，此外也包括规范多个债权债务人间关系的企业或个人破产程序的内容。
此外，一些学说认为，行政诉讼也属于民事诉讼的范畴。这是因为，行政诉讼相对于刑事诉讼，其性质和程序规定更接近于民事诉讼。

## 种类
1. 普通诉讼
2. 票据诉讼
3. 劳动诉讼

### 诉讼的种类
- 给付之诉
标的物为某种给付作为。例如，拆除建筑物交还土地请求诉讼。民事诉讼的基本类型之一。
  - 现在的给付之诉
  - 将来的给付之诉
- 确认之诉
标的物为确认某种法律关系。例如，确认债务不存在之诉。作为诉讼中的一种次要类型，仅在满足某些要件时才存在。具体请参看诉讼利益。
  - 积极的确认之诉
  - 消极的确认之诉
- 形成之诉
标的物为形成某种法律关系。例如，撤消股东会决议之诉。
  - 再审之诉
  - 撤消仲裁裁决之诉

## 基本原则
- 权利处分原则
- 辩论主义
  - 主張責任
  - 自认
  - 禁止依职权调查证据
- 既判力

## 关联条目
- 自由心证主义
- 复杂诉讼形态